# Король Лір (фільм, 1910)
«Король Лір» (італ. Re Lear) — німий італійський короткометражний художній фільм  1910 року, історична драма режисера Джероламо Ло Савіо, із Ермете Новеллі, Франческою Бертіні та Ольгою Джанніні у головних ролях.
Екранізація однойменної трагедії Вільяма Шекспіра.

## Сюжет
Король Лір вирішує розділити королівство між своїми трьома дочками. Гонерілья та Регана брехливо запевняють його у своїй любові та отримують кожна по своїй частці королівства. Молодша дочка Корделія відмовляється брехати батькові, й через це він її виганяє та віддає у дружини короля Франції. Кента, який намагається заступитися за Корделію, також виганяють.
Гонерілья виганяє Ліра та його почет, у тому числі переодягнутого Кента, зі свого замку. Лір проклинає її та їде до Регани. Посланий Кент до Регани, наштовхується біля воріт на посланця Гонерілья та свариться з ним. У підсумку він опиняється закутим у колодках. Приїхавший Лір ображається, й вимагає від Регани пояснень. Прибуває Гонерілья. Лір розуміє, що від другої доньки йому теж нічого чекати, та йде разом з блазнем і Кентом.
У пустоші Лір порівнює серце Регани з каменем. Блазень та Кент втішають його. Лір поступово божеволіє.
Французький король та Корделія дізнаються про нещастя, що спіткало короля, й відсилають за ним. Посильний застає Ліра в потьмареному стані та впавшого в дитинство., його доставляють у табір Корделії. Побачивши доньку, він приходить до тями, впізнає її та Кента.
Лір та Корделія захоплені солдатами Гонерил'ї. За її наказом Корделію вбито. Французькі війська та Кент звільняють Ліра, який плаче над тілом доньки.

## У ролях
- Ермете Новеллі — Король Лір
- Франческа Бертіні — Корделія
- Ольга Джанніні — донька короля Ліра
- Джанніна К'янтоні — донька короля Ліра
- Флорідо Бертіні — король Франції

## Виробництво
«Король Лір» увійшов до серії німих кінопостановок шекспірівських п'єс італійської студії «Film d'Arte Italiana», у якій також були випущені «Отелло» (1909) та «Венеційський купець» (1911).
Побудова фільму представляє собою відтворені декілька епізодів у вигляді пантоміми, які розкривають скорочений сюжет трагедії «Король Лір». Виділяється виконання ролі Ліра актором Ермете Новеллі, який зумів передати найбільш виразні та пам'ятні фрагменти шекспірівського тексту інструментами пантоміми.
У прокат фільм було випущено «в кольорі» — кадри було розфарбовано вручну. Велика частина розфарбованого метражу збереглася й ввійшла у DVD видання збірки німих екранізацій Шекспіра «Silent Shakespeare».